# Charles Chivot
Charles Louis Alexandre Chivot né le 31 décembre 1866 à Paris, où il est mort le 4 février 1941, est un peintre, sculpteur et illustrateur français.

## Biographie
Charles Chivot est le fils du prolifique librettiste Henri Chivot.
Il est élève à l'Académie Julian à Paris, dans les ateliers de William Bouguereau, Tony Robert-Fleury, Albert-Jules Édouard et Léon Bonnat. Son père meurt en 1897 et lui laisse de quoi exercer son art.
Il expose de nombreux portraits sur toile à partir de la fin du XIXe siècle. Sa peinture aborde également des sujets militaires.
Il est affichiste et illustrateur pour de nombreux journaux tels que Le Chat noir, Le Courrier français ou encore, L'Aérophile (1917).
Ses sculptures en terre cuite représentent en général des animaux.
Il est l'auteur de nombreuses estampes et cartes postales en couleur, signées « Ch. Chivot » ou « Ch. Ch. ». Il signait parfois « Ch. Tovitch » des travaux alimentaires, notamment érotiques.
Il a résidé dans l'Île-de-Bréhat, près du Sémaphore où il a peint quelques marines.

Œuvres de Charles Chivot
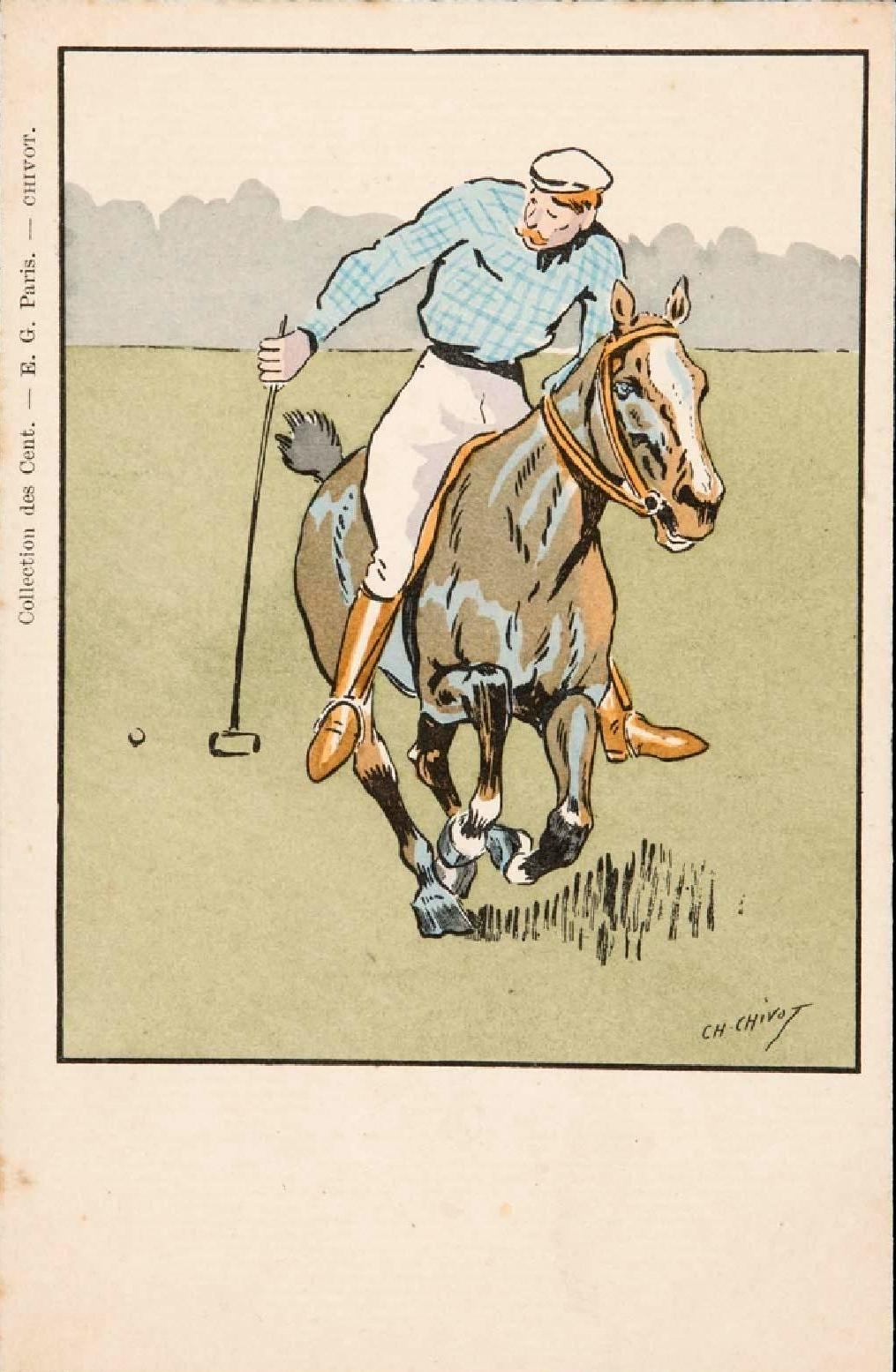
no 67, Collection des cent, carte postale (1900-1903).
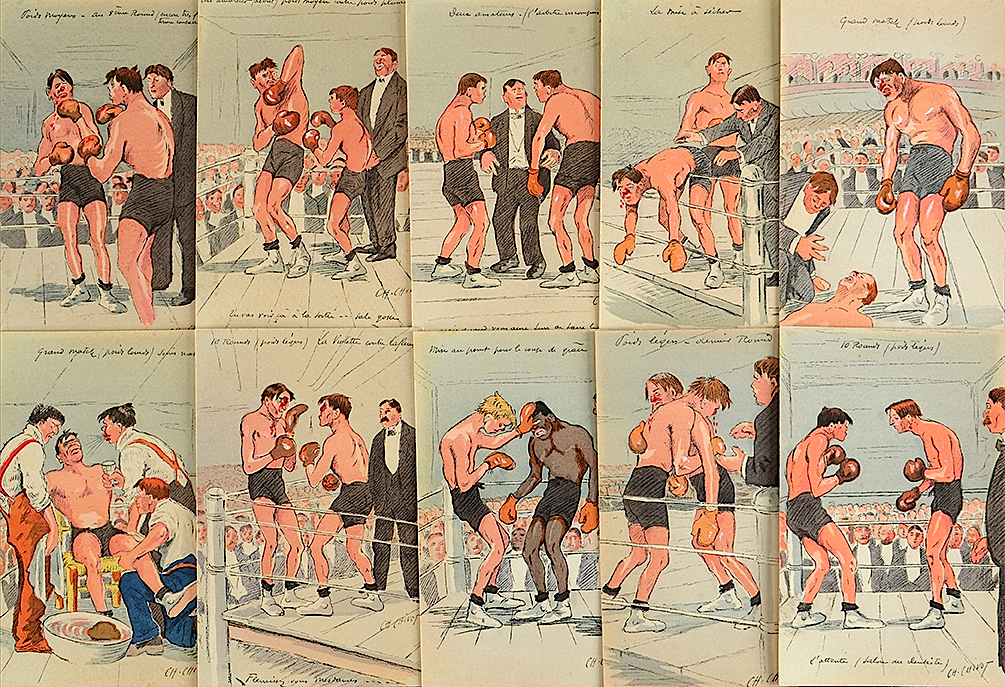
Boxeurs, série de dix cartes postales humoristiques, éd. AS Paris, années 1920.